# Leucochlaena argentea
Leucochlaena argentea är en fjärilsart som beskrevs av Tutt 1891. Leucochlaena argentea ingår i släktet Leucochlaena och familjen nattflyn. Inga underarter finns listade i Catalogue of Life.